# Срасналочелюстни бои
Срасналочелюстните бои (Bolyeriidae) са семейство влечуги от разред Люспести (Squamata).
Таксонът е описан за пръв път от френския палеонтолог Робер Офстетер през 1946 година.

## Родове
- Bolyeria
- Casarea